# Miesierkowate
Miesierkowate, miesiarkowate (Megachilidae) – rodzina pszczół, obejmująca gatunki samotne i pasożytnicze.
Samice niepasożytniczych gatunków zbierają pyłek kwiatowy nie na owłosione nogi, ale na szczoteczkę brzuszną na spodzie odwłoka.
Do samotnych rodzajów zaliczają się m.in.:
- makatka (Anthidium)
- nożycówka (Chelostoma)
- wałczatka (Heriades)
- miesierka (Megachile)
- murarka (Osmia)
- smółka (Trachusa)
- kamieniarka[3] (Lithurgus)

Do pasożytów gniazdowych należą:
- ścieska (Coelioxys)
- ogrotek (Dioxys)
- szmeronia (Stelis)